# Калиндия
Калиндия (на гръцки: Καλίνδοια) е античен ботиейски град в Мигдония, чиито развалините са разположени край днешното село Каламото (Кари гьол), на територията на днешна Северна Гърция, дем Лъгадина в административна област Централна Македония.

## Разкопки
Разкопките са разкрили статуи, надписи, погребални колони, монети, фигурки и други, които са изложени в специална зала в Археологическия музей на Солун. Обществената сграда Севастион с обща дължина от 70 m включва храм на Зевс и булето на града.